# Otto Wächter
Otto Gustav Wächter (ps. „Otto Reinhardt Zuflucht”, ur. 8 lipca 1901 w Wiedniu, zm. 14 lipca 1949 w Rzymie) – austriacki prawnik (doktor praw), działacz NSDAP, SS-Gruppenführer, gubernator dystryktów krakowskiego i Dystryktu Galicja Generalnego Gubernatorstwa, zbrodniarz nazistowski.

## Życiorys
Od roku 1923 członek SA, od roku 1930 w NSDAP, od roku 1932 funkcjonariusz SS.
Kierownik polityczny spisku mającego obalić rząd kanclerza Austrii, Engelberta Dollfussa w 1934 roku.
Od 26 września 1939 do 22 stycznia 1942 gubernator dystryktu krakowskiego w GG, od 1 lutego 1942 do lipca 1944 gubernator Dystryktu Galicja w GG. Na rozkaz Wächtera zostało założone w Krakowie getto dla ludności żydowskiej, rozwiązane w roku 1943.
W roku 1945 zbiegł do Włoch. Pod nazwiskiem Otto Reinhardt ukrywał się w Rzymie, w katolickim kolegium, gdzie zmarł. Uniknął postawienia za zbrodnie przed sądem w procesach norymberskich.

## Działalność
Był zwolennikiem utworzenia przy współudziale nacjonalistów ukraińskich (Andrij Melnyk) złożonej z ochotników ukraińskich 14 Dywizji Grenadierów SS (SS-Galizien). W dniu 28 kwietnia 1943 wziął udział we Lwowie w uroczystościach inaugurujących powstanie dywizji. Stronę ukraińską reprezentował Wołodymyr Kubijowycz. Uroczystości odbyły się w katedrze św. Jura. Odprawiono nabożeństwo, które celebrował ks. biskup Josyf Slipyj, a kazanie wygłosił ks. mitrat Wasyl Łaba. Podczas uroczystości obecne były również władze niemieckie.
Wächter jest odpowiedzialny za eksterminację ludności żydowskiej  i polskiej na terenie podległych sobie dystryktów GG, a także za kradzieże i wywóz bezcennych polskich dóbr kultury wywożonych z Generalnego Gubernatorstwa (przeważnie z Krakowa) do Austrii.
18.12.1939 Otto Wächter przybył do Bochni aby obserwować masową egzekucję 52 osób cywilnych.

## Odznaczenia
- Krzyż Zasługi Wojennej I klasy[1]
- Odznaka Złota Partii[6]

i inne